# 九州ラグビーフットボール協会
九州ラグビーフットボール協会（Kyusyu Rugby Football Union）は、九州・沖縄地方にまたがる日本ラグビーフットボール協会の支部協会の一つ。福岡市東区香椎浜ふ頭のJAPAN BASE内に事務所がある。

## 主催大会
- トップキュウシュウリーグ - 社会人[1]
- 九州学生ラグビーリーグ（I部・II部） - 大学[2]
- 九州トップクラブリーグ - クラブ[3]
- 木元杯九州セブンズ - 社会人・大学・クラブ[1][2][3]
- 九州地区高専新人大会[4]
- 九州・沖縄地区高等専門学校ラグビーフットボール大会[4]
- 全国高校ラグビーフットボール大会の九州・沖縄地区の各地方大会[5]
- 全九州高校大会[5]
- 木元杯全九州高校新人大会[5]
- 九州高校10人制大会[5]
- サニックスワールドラグビーユース交流大会 - 高校・国際大会[5]
- サニックスワールドユース交流大会・予選会 - 高校・国内予選
- サニックスガールズセブンズキャンプ - 女子[6]
- 九州ガールズフェスタ - 女子[7]
- Ｕ16・Ｕ17九州交流会[5]
- 大分ジャンボリー大会 - 中学生[8]
- 九州中学校大会[8]
- 九州女子中学生大会[8]
- 九州ジュニア大会 - 中学生[8]
- 九州ウィメンズセブンズ[6]
- 九州高校女子選抜セブンズ大会[6]
- 九州高校U18女子セブンズ大会[6]
- 九州地区国民体育大会 - 成年男子7人制・女子7人制・少年男子7人制[1][6]

## 所在地
- 現住所 : 福岡県福岡市東区香椎浜ふ頭1丁目2-2 JAPAN BASE（2023年3月18日から）
- 旧住所 : 福岡県福岡市中央区舞鶴3-7-13 大禅ビル3階（2023年3月17日まで）

## 歴史
1919年（大正8年） - 第三高校と同志社のOBが中心となり、「オールホワイト」こと関西ラグビー倶楽部（KRAC）を設立。西部ラグビー協会（後の関西協会、九州協会）の母体となる。
1920年（大正9年） - 関西ラグビー倶楽部との東西OB対抗戦に向けて、慶應義塾OBを中心に関東各校OBからなるAll Japan Rugby Association（AJRA）を設立。1906年（明治39年）早慶野球試合でのトラブル以降、両校の試合が禁じられていた慶應義塾と早稲田の仲を取りもち、1922年（大正11年）にラグビー早慶戦を実施し早慶スポーツ交流を再開させるなど、関東ラグビー協会の母体となる。
1924年（大正13年）9月 - 九州ラグビー倶楽部が創立。現在の九州ラグビーフットボール協会の母体。
1925年（大正14年） - 西部ラグビー蹴球協会が発足した。三高OB・同志社OBなどからなる関西ラグビー倶楽部が設立母体。九州ラグビー倶楽部は、西部ラグビー蹴球協会九州支部として活動。
1926年（大正15年）11月30日 - 日本ラグビー蹴球協会が創立。関東ラグビー蹴球協会と、西部ラグビー蹴球協会を統括運営する組織となる。
1928年（昭和3年） - 日本統治時代の朝鮮と満州にそれぞれラグビー協会が誕生し、西部協会の支部として発足した。
1930年（昭和5年） - 台湾ラグビー協会が西部協会の支部として発足する。
1942年（昭和17年） - 日本ラグビー蹴球協会の呼称および組織は、「大日本体育会闘球会」となり、政府の外郭団体となる。
1947年（昭和22年）9月 - 西部ラグビーフットボール協会が、関西ラグビーフットボール協会と九州ラグビーフットボール協会に分かれる。関東ラグビーフットボール協会とともに、傘下の地域協会が3つになる。
1948年（昭和23年）3月 - 地域協会が3つになったことをきっかけに、各地域の選抜チームによる三地域対抗試合が始まる。2010年まで毎年開催された。
1973年（昭和48年）9月2日 - 創立25周年記念式典を平和台陸上競技場で開催。
1992年（平成4年） - 九州協会の会長を務めた木元規矩男が死去。彼からの寄附により、現在も「木元杯九州セブンズ 」「木元杯全九州高校新人大会」が開催されている。
1998年（平成10年） - インターネットホームページを開設。
2019年（令和元年） - ワールドカップ2019において、九州地区は3つのグラウンド（東平尾公園博多の森球技場、 熊本県民総合運動公園陸上競技場、大分スポーツ公園総合競技場）が会場となった。
2022年（令和4年）12月1日 - 福岡県福岡市東区香椎浜ふ頭にJRFU福岡トレーニングセンターを開業。2023年5月に、施設名を「JAPAN BASE」として全面開業した。九州ラグビーフットボール協会の事務所もJAPAN BASEに移転。2023年6月6日には開所式が行われた。
2023年（令和5年）5月14日 - 関東大学春季大会「早稲田大学対明治大学」をえがお健康スタジアム（熊本県熊本市）で開催。これは、2016年（平成28年）4月14日に起きた熊本地震に対する復興支援イベント。